# Charles Meynier

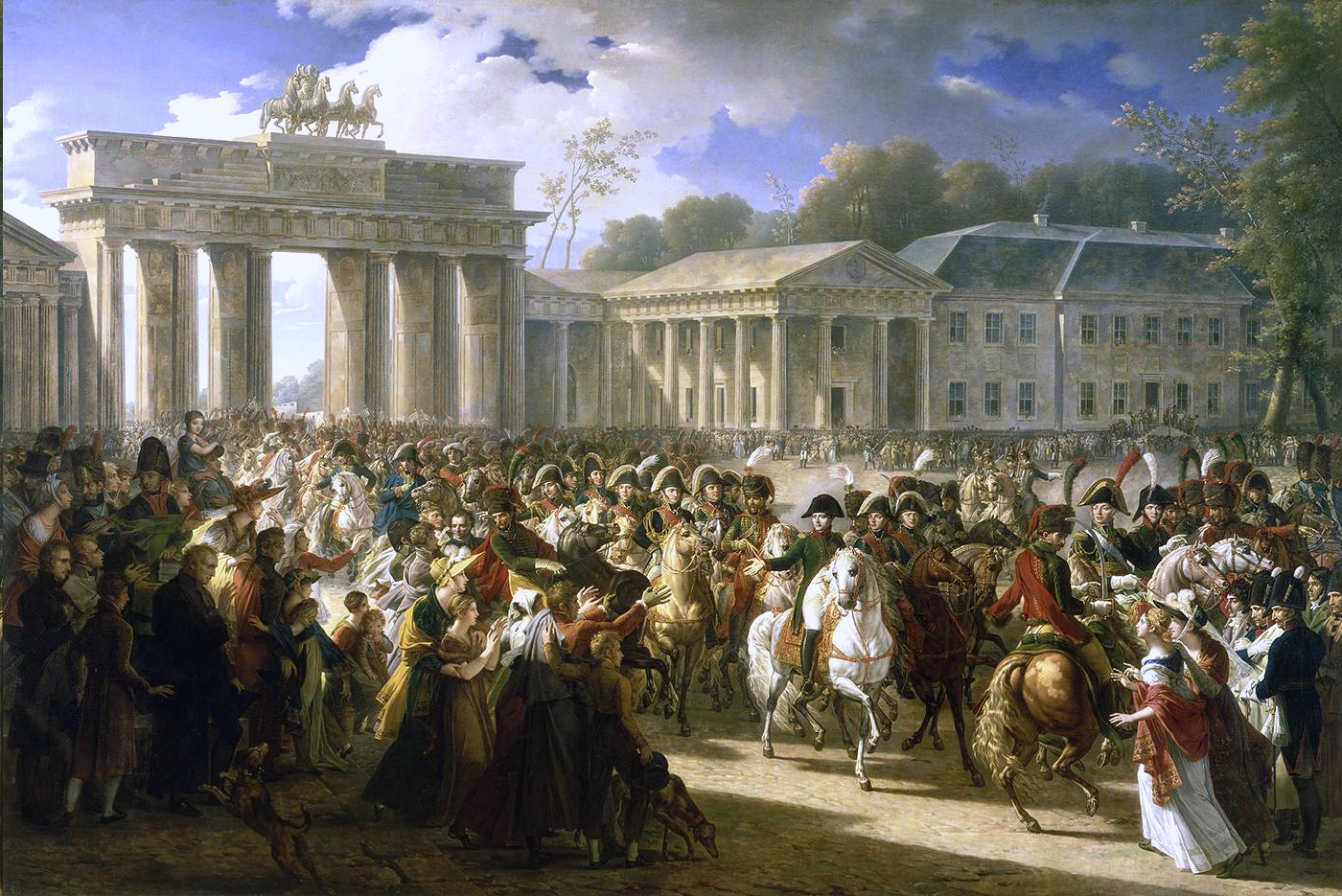
Napoleon Bonaparte wkraczający do Berlina w 1806

Charles Meynier (ur. 25 listopada 1768 w Paryżu, zm. 6 września 1832 tamże) – francuski malarz neoklasyczny i dekorator.
Studiował malarstwo u François-André Vincenta. Naukę sfinansował jego brat Saint-Phal Meynier, słynny aktor Comédie-Française. W 1789 zdobył drugą nagrodę na Prix de Rome, kilka lat spędził w Rzymie studiując sztukę antyku. Od 1816 był członkiem Académie des Beaux-Arts.
Meynier znany jest z obrazów historycznych, gloryfikujących kampanie napoleońskie. Malował również sceny rodzajowe i portrety. Wykonywał dekoracje sufitów w Luwrze, projektował także reliefy i rzeźby zdobiące łuk triumfalny Arc du Carrousel w Paryżu.